# 広島港（宇品）停留場
広島港（宇品）停留場（ひろしまこう うじなていりゅうじょう、広島港（宇品）電停）は、広島市南区宇品海岸一丁目にある広島電鉄宇品線の路面電車停留場である。駅番号はU18。同線の終点である。
2001年までの停留場名は宇品停留場（うじなていりゅうじょう）という名称であった。

## 歴史
1915年（大正4年）に宇品地区へ達した宇品線は、時代によってその終点の位置を様々に変えている。まず1915年に宇品線が御幸橋東詰から宇品までの区間を開通させた際、終点の宇品停留場（初代）は広島港の宇品桟橋（現在の広島市営桟橋）前に存在した（海岸通停留場も参照）。その後1935年（昭和10年）に宇品通りを経由する新線が開通し経路が変更されると、代わって向宇品停留場が路線の終点となった。まだこの時は向宇品停留場付近に西堤防が築かれており、そこから西側は海であった。
この西堤防西側の海を埋め立てる工事はかねてより計画されていたが、それが完了したのは戦後の1951年（昭和26年）のことである。埋立地には広島県営桟橋が開かれ、これがちょうど宇品線の軌道の延長線上にあったことから、同年4月には県営桟橋前まで路線が西へ200メートル延長された。このとき、新たな終点として開業したのが当停留場である。当時の停留場名は宇品終点停留場（うじなしゅうてんていりゅうじょう）であったが、1960年（昭和35年）からは宇品停留場と称している。その後も埋め立て工事は続けられ、県営桟橋の位置は開業当初より南に移された。これを受けて1967年（昭和42年）には宇品線の軌道をさらに南へ158メートル延長、当停留場もあわせて移設された。また1976年（昭和51年）には旅客ターミナル（現在の宇品旅客東ターミナル）の整備に合わせて軌道を9.5メートル延長したうえ、停留場を複線化した。
埋め立て工事はこれに留まらず、広島県によりさらに周辺の整備が行われた結果、旅客ターミナルの250メートル西に新たな旅客ターミナル（現在の宇品旅客ターミナル）が新設されることになった。2003年（平成15年）、この新旅客ターミナルの建設に合わせて宇品線の軌道はさらに100メートル延長され、当停留場は新旅客ターミナル正面へと移された。
なお、停留場名が広島港（宇品）停留場へと改称されたのはこの移転より前、2001年（平成13年）11月のことである。広島電鉄公式サイトでは、電車路線図および電停ガイドでは単に「広島港」としているが、停留場間の距離を示した路線一覧・運行系統の表や電車の行き先表記は「広島港（宇品）」で案内されている。ただし広電西広島（己斐）駅や廿日市市役所前（平良）駅とは異なり、『鉄道要覧』における停留場名は単に「広島港」のみとなっている。

### 年表
- 1951年（昭和26年）4月1日：宇品線が向宇品から延伸し、宇品終点停留場として開業[7]。
- 1960年（昭和35年）3月30日：宇品停留場に改称[7]。
- 1967年（昭和42年）10月1日：県営桟橋の移転に伴い停留場を移設[1][2]。
- 1976年（昭和51年）3月31日：停留場内を複線化[3]。
- 1996年（平成8年）10月：駅番号「U18」を付与[12]。
- 2001年（平成13年）11月1日：広島港（宇品）停留場に改称[7]。
- 2003年（平成15年）3月29日：広島港宇品旅客ターミナル前に移転[13]。
- 2009年（平成21年）10月：ダイヤ改定により、当停留場から宮島口までの直通運転がなくなる（西広島止めに変更）。
- 2013年（平成25年）11月：ダイヤ改定により、宮島線から当停留場までの直通電車がなくなる（広電前止めに変更）。

## 停留場構造

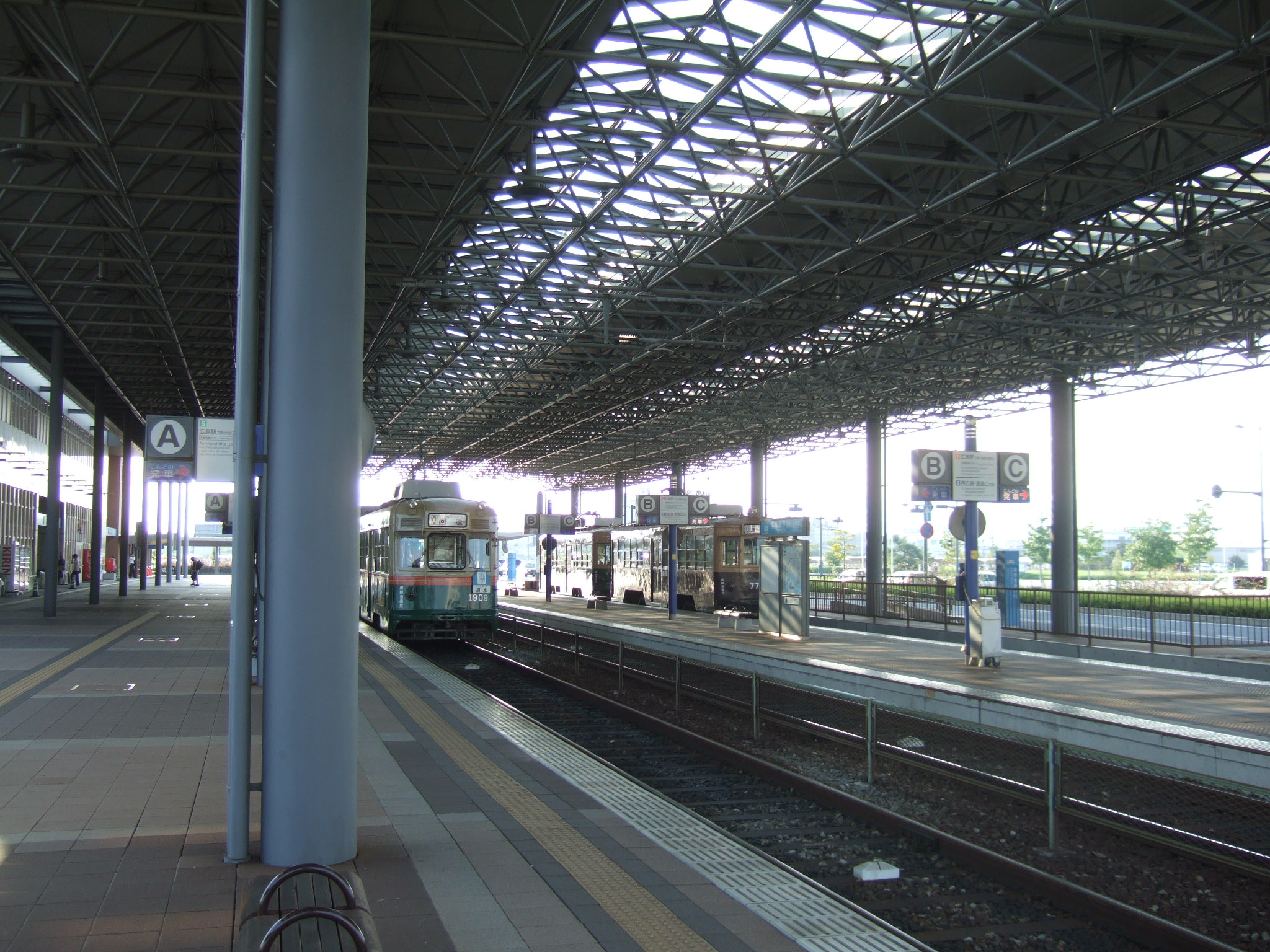
ホーム（2009年8月）

広島港停留場はホームが地面に接する地上駅という形態をとる。ホームは頭端式ホームで2面あり、南にあるホームの片側と北にあるホームの両側の計3か所に線路が接する。乗り場の番線表示にはアルファベットが用いられ、南からA・B・C番線と割り振られている。番線表示にアルファベットを用いるのは、数字を用いた場合、同じく数字を用いている系統番号（〇号線）と紛らわしくなるためで、2022年7月に移転開業した広電宮島口駅、2025年8月の駅前大橋ルートの開通とともに移転した広島駅でも踏襲されている。
ホームはいずれも連接車2本が停車できるほどの長さが取られていて、全体に屋根が架けられている。列車が発車する際には、乗り場によって異なる発車メロディが流れ、その後発車ベルが鳴る。B番線に単車が入線する場合は進行方向右側、後方の乗降口からの下車となり、運転士による集札が困難なため、可搬式運賃箱で集札が行われる。
2003年に移転する前は1面2線の頭端式ホームで、東側が1番線、西側が2番線だった。1番線は東の歩道へ降車を行っており、入線待ちの電車もこの歩道を利用して降車扱いが行えた。移転後の停留場は広島港の宇品旅客ターミナルが南に隣接しているため、海上交通と陸上交通との結節点として整備されている。旅客ターミナル1階にある待合室と停留場とは同一平面で連絡し、低床式のホームまで段差なく行き来することができる。また停留場の規模を大きくして入場待ちの時間を短縮させたり、乗客への案内のために乗り場を方面別に分けたりするなどの改良も施された。
この移転に伴い延長された区間の軌道は専用軌道であり、景観への配慮とヒートアイランドの防止もかねて軌道敷には芝生が植えられている。あわせて移転前に停留場が置かれていた区間では、軌道が東に移設されて住宅地に近接するようになったため、騒音低減のためにインファンド工法による軌道が敷設された。

### 運行系統
当停留場には広島電鉄で運行されている系統のうち、1号線、5号線、7号線および0号線が乗り入れる。比治山下を経由して広島駅方面へ向かう5号線はA番線から、紙屋町を経由して広島駅方面へ向かう1号線と横川駅方面へ向かう7号線はB・C番線から発車する。
なお、2023年7月24日のダイヤ改正で、3号線の運行区間の広電本社前または日赤病院前への短縮に伴い、定期運行としての当停留場への乗り入れが廃止され、代わって7号線が延長された。
| A    | 5号線 | （比治山下経由）広島駅ゆき |
| B・C | 1号線 | （紙屋町東経由）広島駅ゆき |
| B・C | 7号線 | （紙屋町西経由）横川駅ゆき |
| B・C | 0号線 | 広電本社前ゆき             |

広島駅へ行くには1号線（紙屋町東経由）と5号線（比治山下経由）を利用できるが、5号線のほうが所要時間が短い。
2003年に移転する前の停留場では現在とは違い、路線ごとに使用する乗り場が決まっているわけではなかった。

## 利用状況
各年度の「移動等円滑化取組報告書（軌道停留場）」によると、近年の1日平均乗降人員は以下の通りである。
| 年度                | 1日平均 乗降人員 |
| ------------------- | ---------------- |
| 2019年（令和 元年） | 2,457            |
| 2020年（令和02年）  | 1,579            |
| 2021年（令和03年）  | 1,653            |
| 2022年（令和04年）  | 1,934            |
| 2023年（令和05年）  | 2,039            |
| 2024年（令和06年）  | 2,114            |

## 停留場周辺
停留場が立地する広島港宇品内港地区は年間300万人以上が利用し、広島の海の玄関として旅客・貨物両方における広大なターミナルが広がる。西側には広大な工場地帯が形成されている。
広島港には生活航路が多く乗り入れており、広島港宇品旅客ターミナルからは松山港、呉港、似島、小用港などへ向かう船が発着する。
- 東ターミナル宇品港湾ビル
- 広島国際フェリーポート
- 広島みなと公園
- 広島港公園
- 出島地区
- ゆめタウンみゆき
- 広島高速3号線出島出入口

## 隣の停留場
広島電鉄
■宇品線
元宇品口停留場 (U17) - 広島港（宇品）停留場 (U18)